# Carcinarctia metamelaena
Carcinarctia metamelaena är en fjärilsart som beskrevs av George Francis Hampson 1901. Carcinarctia metamelaena ingår i släktet Carcinarctia och familjen björnspinnare. Inga underarter finns listade i Catalogue of Life.